# Sint-Suïtbertuskerk (Düsseldorf)
De Sint-Suïtbertuskerk is een voormalige stiftskerk in Kaiserswerth, een stadsdeel van Düsseldorf. In 1967 verleende paus Paulus VI de kerk de eretitel basilica minor.

## Geschiedenis
De geschiedenis van de basiliek gaat terug op de stichting van een klooster omstreeks 700 door de angelsaksische bisschop Suïtbertus. Op de vlucht voor de Saksen vonden de missionaris en zijn geloofsbroeders bescherming bij Pepijn van Herstal, die hen een eiland in een dode arm van de Rijn naliet, het latere Kaiserwerth. Hier richtte Suïtbertus een Benedictijns klooster op. Suïtbertus stierf er op 1 maart 713. Na de heiligverklaring van Suïdbertus togen vele pelgrims naar Kaiserswerth.  
De kloosterkerk was oorspronkelijk gewijd aan Petrus en werd in de 8e eeuw geplunderd door de Saksen, later ook door de Noormannen. Omstreeks 1050 begon men met de bouw van de tufstenen stifskerk Sint-Suïtbertus. De kerk werd veelvuldig beschadigd tijdens belegeringen en oorlogen. Zeer groot was de schade tijdens het beleg van Kaiserwerth in 1702 in de Spaanse Successieoorlog. In het jaar 1717 kwam het tot een eerste grote restauratie, vanaf 1880 tot 1887 werd een volgende restauratie uitgevoerd.
Tijdens de Tweede Wereldoorlog werd de torens van de stiftskerk gedeeltelijk verwoest. Bij de herbouw, die tot 1950 duurde, werden de resten van de beide torens gesloopt. Sindsdien heeft de kerk een kleine dakruiter waarin de klokken hangen. Rond 1990 kreeg het koor de middeleeuwse kleurstelling uit de 13e eeuw terug.  
Wegens de bijzondere religieuze betekenis van de plek en het historische belang van het kerkgebouw verkreeg de Sint-Suïtbertuskerk in 1967 de pauselijke titel basilica minor. 
De bouw van de kerk viel in twee verschillende stijlperiodes: het kerkschip is laatromaans, terwijl het in 1237 gewijd koor reeds duidelijk gotische kenmerken toont. Van de ooit zo omvangrijke kerkschat behoort de rijk versierde Suïtbertusschrijn tot de weinige voorwerpen die bewaard zijn gebleven. Op de noordzijde sluit aan het hoofdgebouw een 13e-eeuwse narthex en de sacristie aan. 

## Orgel
Het orgel op de westelijke galerij werd in de jaren 1975-1976 door de orgelbouwer Beckerath (Hamburg) gebouwd. Het instrument heeft 39 registers (2712 pijpen) met sleepladen. De speeltracturen zijn mechanisch, de registertracturen elektrisch. De basiliek heeft een uitstekende akoestiek, waardoor de klank van het orgel de toets van de vergelijking met een kathedraalorgel prima kan doorstaan.

## Afbeeldingen

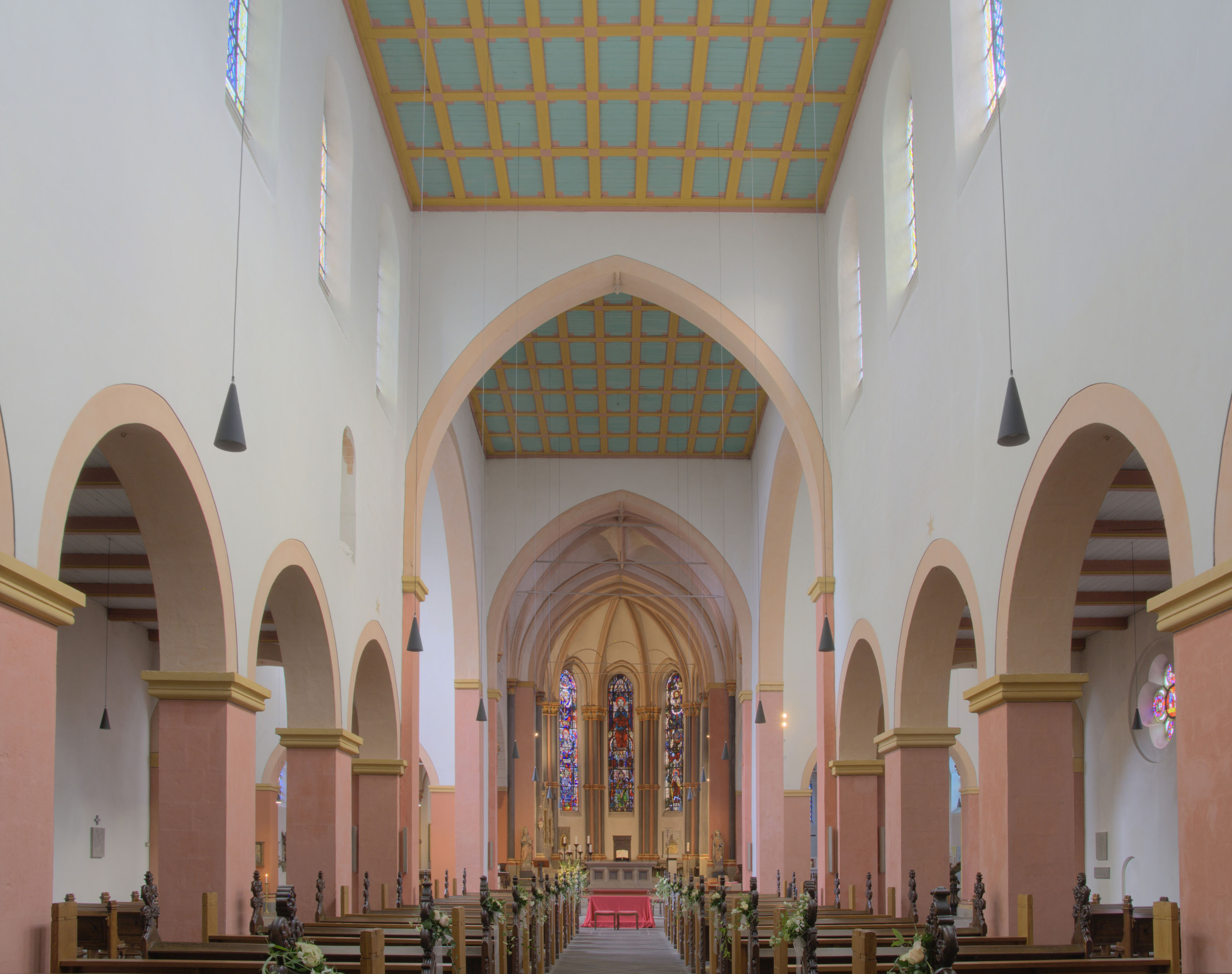
Interieur richting koor
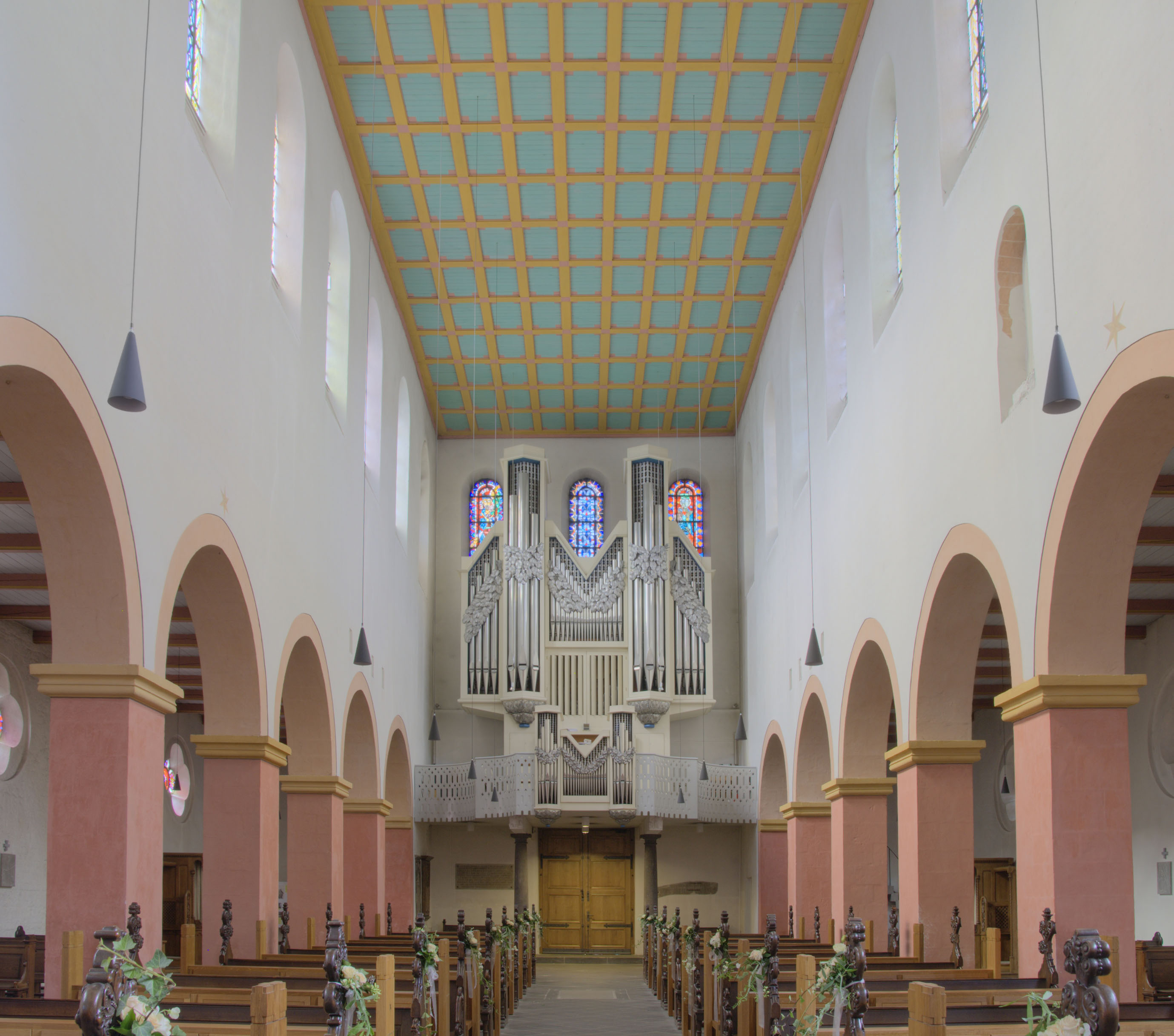
Interieur naar de orgelgalerij toe
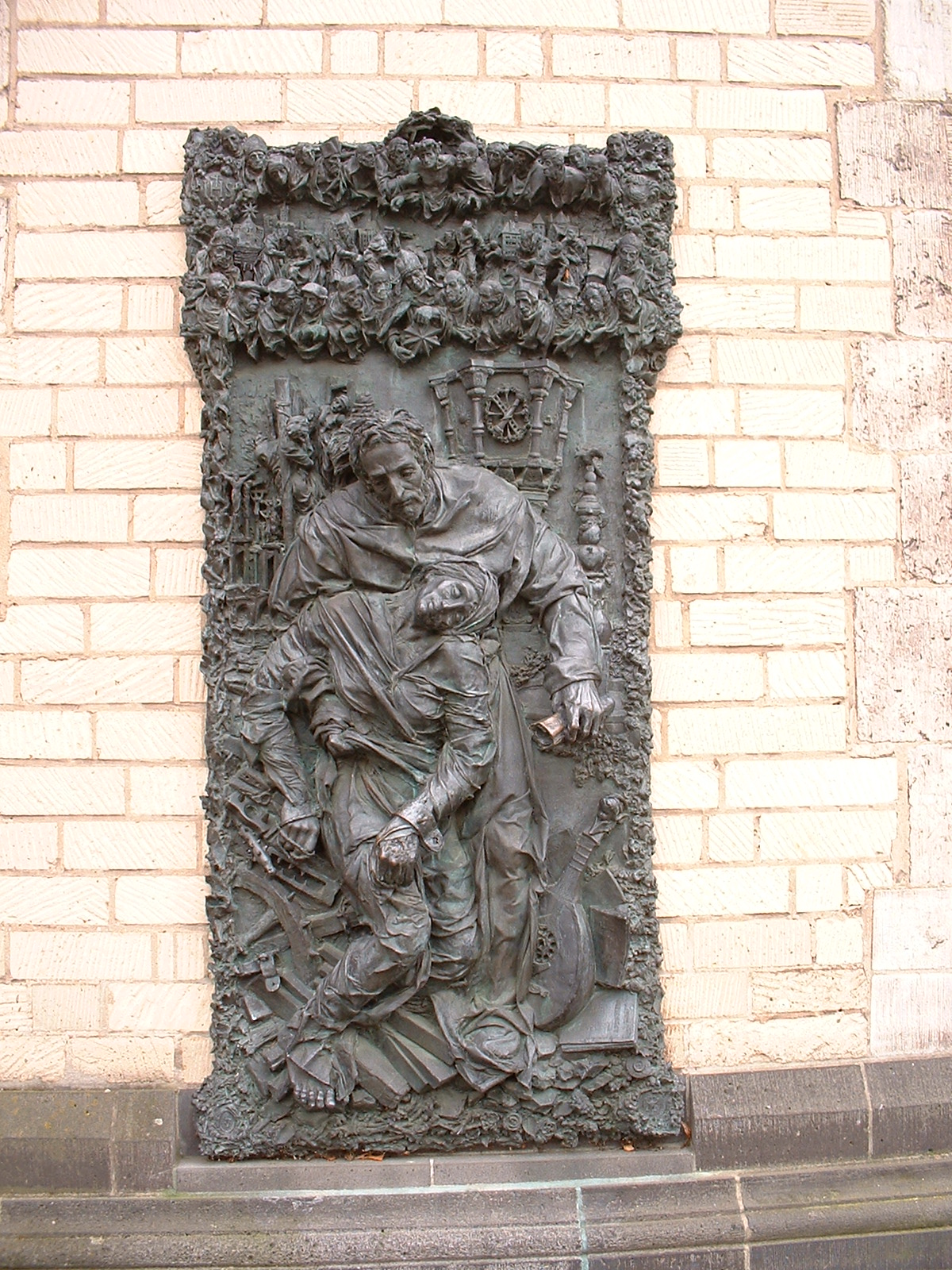
Epitaaf van de jezuïet Friedrich Spee die zijn boek Cautio Criminalis in de hand houdt en zich ontfermt over een slachtoffer van de heksenvervolging

## Bron
- (de)  Beschrijving op de website van het aartsbisdom Keulen